# Marie-Adélaïde av Luxemburg
Marie-Adelaïde, storhertiginna av Luxemburg, född 14 juni 1894, död 24 januari 1924, var regerade storhertiginna av Luxemburg mellan 1912 och 1919. 1912 efterträdde hon sin far, Vilhelm, storhertig av Luxemburg, på tronen. På grund av sin tyskvänlighet under första världskriget tvingades hon abdikera 1919 till förmån för sin yngre syster, Charlotte, storhertiginna av Luxemburg. Hon drog sig tillbaka till ett karmelitkloster. Marie-Adélaïde var syssling med sin svenske kollega kung Gustaf VI Adolf.

## Tidigt liv
Marie-Adelaïde var äldsta barn till Vilhelm, storhertig av Luxemburg, och Maria Anna av Portugal. Luxemburg rättade sig efter den saliska lagen, som förbjöd kvinnlig tronföljd. Eftersom hennes föräldrar inte hade söner, ändrade hennes far Vilhelm tronföljdsordningen genom en grundlagsändring den 10 juli 1907 och förklarade henne för tronföljare. 
Hennes far insjuknade 1908 och hennes mor Maria Anna var regent i hans ställe fram till hans död 25 februari 1912. Vid faderns död efterträdde Marie-Adélaïde honom som Luxemburgs regent. Eftersom hon ännu inte hade blivit myndig, fortsatte hennes mor som ställföreträdande regent fram till hennes artonde födelsedag 14 juni samma år. 
Då Marie-Adélaïde svors in av premiärministern, uppmärksammade han att hon var den första regenten i Luxemburg som hade blivit född och uppfostrad i landet. I verkligheten var hon den första regent som hade fötts i Luxemburg sedan 1296, och dess första kvinnliga monark sedan Maria Theresa av Österrike 1780.

## Regeringstid

### Tidig regering
Marie-Adelaïde var intresserad av politik och tog redan från början en aktiv del av regeringsarbetet. Hon var övertygad katolik med starka åsikter, och förbjöd 1912 en lag som syftade till att förminska katolska kyrkans roll i utbildningsväsendet.

### Krigsåren
När Tyskland kränkte Luxemburgs neutralitet och ockuperade landet under första världskriget 1914, lämnade Marie-Adelaïde in en formell protest. I övrigt samarbetade hon dock effektivt med den tyska ockupationsmakten för att i största mån bevara landets neutralitet och förminska krigets effekter. Hon underhöll vid ett tillfälle kejsar Vilhelm som gäst på sitt slott. Hennes samarbete med den tyska ockupationsmakten ådrog henne stark kritik och hon uppfattades som protysk. Hon bröt dock aldrig i något avseende mot Luxemburgs konstitution och lagar.

### Abdikation
Efter krigsslutet 1918 mottog hon stark kritik både inom landet och från utlandet på grund av sitt agerande. Frankrike förklarade att det inte kunde upprätthålla diplomatiska förbindelser med Luxemburg på grund av att dess regering var komprometterad. Både Frankrike och Belgien upprätthöll en fientlig attityd och ryktades förbereda en ockupation av landet. Inom Luxemburg föreslogs ett avskaffande av monarkin och en omröstning hölls i parlamentet om ett införande av republik. 
Omröstningen slutade till monarkins fördel, men dess republikanska partier lät ändå utropa republik och franska trupper fick kallas in för att återställa ordningen. 1919 övertalades Marie-Adelaïde av premiärministern att abdikera till förmån för sin syster Charlotte. Den 28 september 1919 röstade 77,8 % av invånarna i Luxemburg för att behålla monarkin med Charlotte som storhertiginna.

## Senare liv
Efter abdikationen lämnade Marie-Adélaïde landet och reste ett tag omkring i Europa. 1920 blev hon medlem av karmelitorden i ett kloster i Modena. Hon blev sedan medlem av ett annat kloster i Rom. Hon tvingades dock snart lämna klostret av hälsoskäl. Hon avled i influensa i Bayern.